# Hugo de Moncada
Hugo de Moncada (Chiva, 1476 - Golf van Salerno, 28 mei 1528) was een Spaans edelman, militair en ridder in de Orde van Malta.

## Biografie
Hugo de Moncada kwam uit een rijke adellijke familie uit Valencia. Al op jonge leeftijd werd hij lid van de Orde van Malta. In 1495 was hij als militair actief onder Karel VIII van Frankrijk in Italië. Een paar jaar daarna was hij op het slagveld actief in Roussillon. Onder koning Ferdinand II van Aragon was hij op zee actief om de Berberse piraten te bestrijden. In 1509 werd hij benoemd tot onderkoning van Sicilië. In die functie bleef hij actief tot de Revolte van 1516.
Daarna was hij als legeraanvoerder actief onder keizer Karel V. Tijdens een van zijn gevechten werd hij gevangengenomen door condottiere Andrea Doria. Na het Verdrag van Madrid werd hij weer vrijgelaten. Hij diende verder onder de keizer en was aanwezig bij de Plundering van Rome. In 1528 werd zijn vloot geblokkeerd bij de haven van Napels. Tijdens de gevechten sterft Hugo de Moncada aan zijn verwondingen.
Hugo de Moncada was een neef van Francisco de Moncada, de latere gouverneur van de Spaanse Nederlanden.